# Пауль Гектор Майр
Пауль Гектор Майр (нім. Paulus Hector Mair, 1517—1579) — аугсбурзький державний службовець і знавець бойових мистецтв свого часу. Колекціонував посібники з бою (т. зв. нім. Fechtbücher) і поклав за мету зібрати всі знання про мистецтво фехтування у єдиному збірнику, який перевершив би всі наявні до того книги. Для цього він найняв художника Йорга Броя молодшого, а також двох досвідчених фехтувальників. Проект виявився дуже дорогим, тривав чотири роки, і за свідченнями Майра, поглинув більшість доходів і майна його сім'ї. Збереглися три примірники цієї збірки і один пізніший, менш детальний рукопис.
Майр не лише витратив величезні кошти на своє зібрання, але також вів розкішний спосіб життя, часто даючи прийоми на честь важливих бюргерів Аугсбурга. Його власні доходи були недостатні для цього, і впродовж багатьох років він привласнював кошти з міської казни, керівником якої він був  з 1541 року. Розкрадання були виявлені в 1579 році, і Майра повісили як злодія у віці 62 років.

## Збірник бойових мистецтв

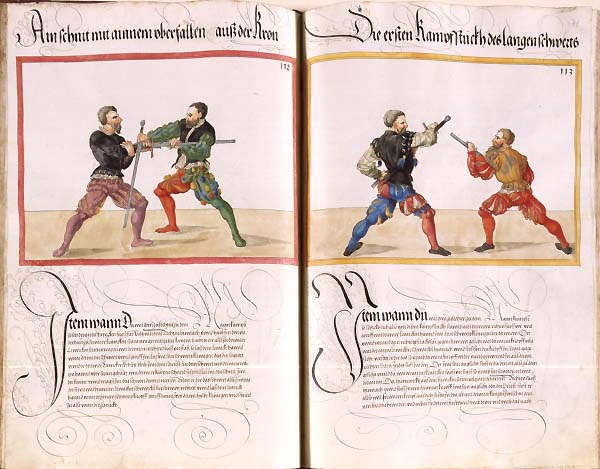
Дві техніки у розділі про півтораручні мечі в Дрезденському кодексі

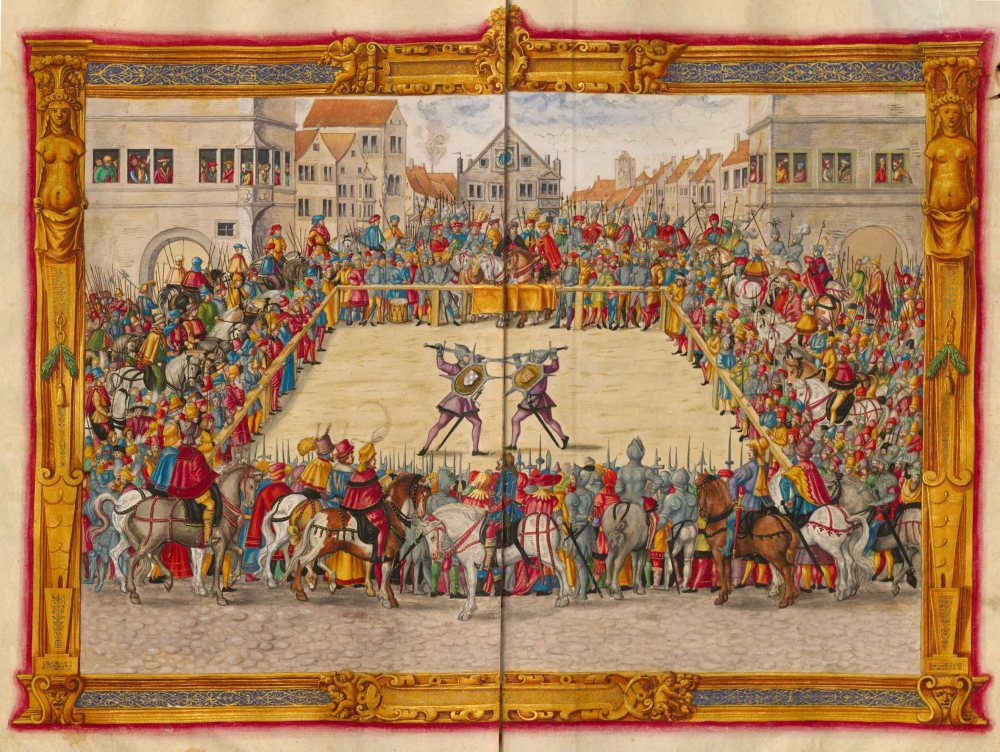
Зображення судового поєдинку в Мюнхенському кодексі

Майр уклав об'ємний енциклопедичний компендіум бойових мистецтв свого часу, що складався з 16 книг у двох томах. Збірник зберігся у трьох рукописних копіях. Зміст збірки такий: Том 1:
- A. Німецький півтораручний меч
- B. Дюсак (шабля)
- C. Палиця
- D. Піка
- E. Алебарда
- F. Коса
- G. Серп
- H. Рукопашний бій (боротьба)

Том 2:
- I. Кинджал
- K. Іспанська рапіра
- L. Бойова сокира
- M. Лицарський поєдинок[en], спортивний верховий поєдинок
- N. Історія і правила лицарських поєдинків
- O. Судовий поєдинок
- P. Верховий поєдинок, серйозний (самозахист)
- Q. Фехтування в обладунках (щит, спис, меч)[3].

## Рукописи
- три примірники збірника у двох томах кожен:
  - Німецька версія: Саксонська державна й університетська бібліотека, Дрезден, Mscr. Dresd. C 93/94, після 1542, два томи, 244+328 арк.
    - онлайн факсиміле: цифрові колекції СДУБ Дрездена

  - Латинська версія: Баварська державна бібліотека, Мюнхен cod. icon 393, після 1542, два томи, 309+303 арк. Найрозкішніший примірник, Майр продав його герцогу Альберту V Баварському, нібито за величезну суму в 800 флоринів, у 1567 році
    - онлайн факсиміле: De arte athletica Tome I, De arte athletica Tome II, daten.digitale-sammlungen.de

  - Двомовна латинсько-німецька версія: Австрійська національна бібліотека, Відень, Codex Vindobensis 10825/26 після 1542, два томи, 270+343 арк.
    - онлайн факсиміле: скановані мікрофільми (thearma.org)
- Етюдник Йорга Брой (Cod.I.6.2°.4), Аугсбурзький міський архів, Schätze B2 Reichsstadt, 1553, 110 аркушів, ілюстрований Генріхом Фогтгерром, на основі матеріалу від Антона Раста з Нюрнберга (пом. 1549).
  - онлайн факсиміле: media.bibliothek.uni-augsburg.de, gesellschaft-lichtenawers.eu